# Kettinge (plaats)
Kettinge is een plaats in de Deense regio Seeland, gemeente Guldborgsund, en telt 591 inwoners (2007).